# Viatxeslav Ivanov
|  | Per a altres significats, vegeu «Viatxeslav Ivanov (desambiguació)». |

Viatxeslav Ivanov (rus: Вячеслав Николаевич Иванов)  (Moscou, 30 de juliol de 1938 - Moscou, 5 d'agost de 2024) va ser un remador rus, el primer a guanyar tres medalles d'or consecutives en uns Jocs Olímpics en la modalitat de scull individual.

## Biografia
Va néixer el 30 de juliol de 1938 a la ciutat de Moscou, que en aquells moments era la capital de la Unió Soviètica i que avui en dia és la capital de Rússia. Fou guardonat amb l'Orde de la Bandera Roja del Treball l'any 1960 i amb l'Orde de la Insígnia d'Honor els anys 1957 i 1965.
Va participar, als 18 anys, en els Jocs Olímpics d'Estiu de 1956 realitzats a Melbourne, on aconseguí guanyar la medalla d'or en la prova individual masculina de scull batent als dos grans favorits, l'australià Stuart MacKenzie i l'estatunidenc John B. Kelly, Jr.. Posteriorment aconseguí esdevenir el primer home a aconseguir tres ors olímpics consecutius en scull individual gràcies a les seves victòries en els Jocs Olímpics d'Estiu de 1960 realitzats a Roma i en els Jocs Olímpics d'Estiu de 1964 realitzats a Tòquio, on en ambdues finals derrotà l'alemany Achim Hill.
Al llarg de la seva carrera va guanyar una medalla en el Campionat del Món de rem, destacant una medalla d'or, i 6 medalles en el Campionat d'Europa de rem, destacant quatre medalles d'or.